# Ericeia infirma
Ericeia infirma är en fjärilsart som beskrevs av Holland 1894. Ericeia infirma ingår i släktet Ericeia och familjen nattflyn. Inga underarter finns listade i Catalogue of Life.